# Schistura namboensis
Schistura namboensis és una espècie de peix de la família dels balitòrids i de l'ordre dels cipriniformes. Va ser descrit per J. Freyhof i D.V. Serov el 2001.

## Morfologia
Els adults poden assolir fins a 7,4 cm de longitud total.

## Distribució geogràfica
Es troba al Vietnam.